# Husička krátkoocasá
Husička krátkoocasá (Thalassornis leuconotus) je vrubozobý pták obývající jezera, laguny a močály tropické Afriky včetně Madagaskaru.

## Systematika
V rámci čeledi kachnovitých vytváří samostatný rod husička (Thalassornis). Rozeznávají se dva poddruhy s následujícím rozšířením:
- T. l. leuconotus Eyton, 1838 − od východního Kamerunu po jižní Etiopii a jižní Afriku;
- T. l. insularis Richmond, 1897 − Madagaskar.

Husička krátkoocasá je úzce příbuzná s husičkami (Dendrocygna). Ke starším českým názvům patří kachnice bažantí nebo kachnice bělohřbetá.

## Výskyt
Husička krátkoocasá žije v Africe. Vyskytuje se od Jihoafrické republiky po Etiopii na severu a Kongo na západě. Kapsovitě obývá i některé severní státy rovníkové Afriky jsou Čad, Nigérie, Mali nebo Senegal.
Celková početnost druhu se odhaduje na 12−18 tisíc jedinců.

## Popis
Dospělí ptáci dosahují délky 38−40 cm, váží 625–790 gramů. Nohy jsou šedé. Zobák je tmavý, jeho okraje a spodní strana jsou žluté. Většina těla je šedohnědá, pouze svrchní ocasní krovky a spodní část hřbetu jsou bílé. Celé tělo kromě krku je kropeno různě velkými skvrnami nebo proužky různých hustot. U báze zobáku se nachází bílá skvrna. Samice a samec jsou od sebe v terénu k nerozeznání, nedospělí jedinci bývají tmavší s méně výrazně vzorkovaným pruhováním a s tmavými skvrnami po stranách tváře a na krku.

## Biologie
Obývá laguny, jezera a další vodní plochy s dostatkem vodní vegetace jako jsou lekniny. Otevřeným, hlubokým vodám se vyhýbá a typicky se zdržuje v mělkých zálivech nedaleko břehů. Živí se semeny a listy vodních rostlin jako jsou právě lekníny. Pro potravu se může potápět až na dobu kolem 30 vteřin. Krmí se hlavně zrána a na večer, během dne převážně hřaduje. Nezřídka mezi vodními plochami přelétá ve snaze potravního vytěžení habitatů. Je značně sociální, během hřadování i krmení se shlukuje do hejn. Projevuje se měkkým kdákáním nebo nevýrazným hvízdavým kuruí.

### Hnízdění

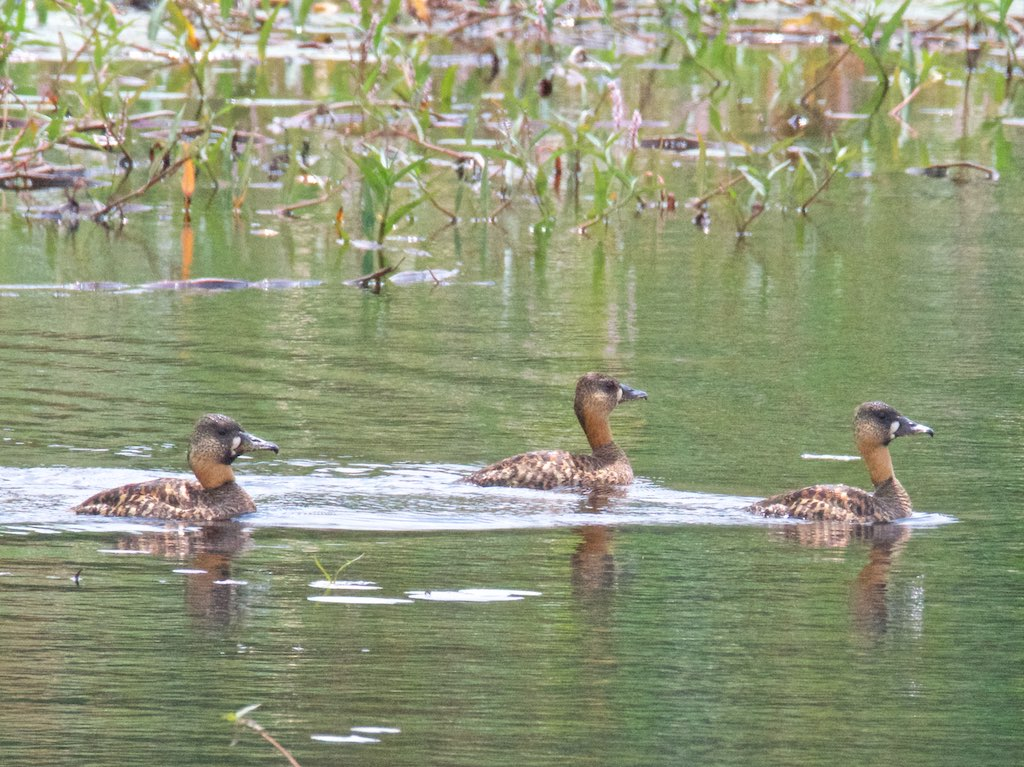
Skupinka kačenek bělohřbetých v Tanzanii

Tvoří monogamní dlouhodobé páry. Může zahnízdit mezi listopadem a srpnem v závislosti na lokaci a environmentálních podmínkách. Hnízdo si staví v rákosinách, často v hluboké vodě. Samice snáší kolem 6 vajec. Žlutohnědá až žlutě okrová vejce mají rozměr 61×49 mm, jejich bar inkubační doba trvá kolem 26 dní. Na vejcích sedí oba partneři. Káčata s oblibou pojídají larvy pakomárů (Chironomus sp.).

## Ohrožení
Mezinárodní svaz ochrany přírody považuje druh za málo dotčený, nicméně populace kačenek bělohřbetých vykazuje klesající tendenci. Za úbytek stavů může hlavně přeměna mokřadních habitatů a jejich rostlinstva, mj. introdukce rostlinožravých ryb i nepůvodních rostlinných druhů nebo pokles kvality vody následkem odlesňování a znečištění. Na Madagaskaru byl úbytek druhu zaznamenán v souvislosti s lovem dospělců na maso i se sběrem vajec lidmi.
Druh je chráněn v rámci Dohody o ochraně africko-euroasijských stěhovavých vodních ptáků (AEWA).